# 천호출장소
천호출장소(千戶出張所)는 옛 경기도 광주군 구천면이 1963년에 서울특별시에 편입되어 설치된 출장소이다. 당시 관할 구역은 강동구 전역과 송파구 풍납동이었다. 이후 관할 구역이 확대되어 폐지당시에는 현재의 송파구와 강동구의 전역을 관할하였다.

## 연혁
- 1962년 12월 12일 경기도 광주군 구천면이 서울특별시 성동구로 편입되었다.[1]
- 1963년 1월 1일 이 지역을 관할하는 천호출장소를 설치하였다.[2]
  - 구천동(명일동·하일동·상일동·고덕동)
  - 선린동(길동·둔촌동)
  - 암사동
  - 성내동(성내·풍납동)
  - 천호동(곡교리에서 개칭)
- 1973년 7월 1일 : 서울시 행정구역 개편과 함께,[3] 송파출장소의 옛 중대면 지역을 흡수하였다.[4]
- 1975년 10월 1일 : 성동구의 강남 지역이 강남구로 분구되면서[5] 성동구 천호출장소가 강남구 천호출장소로 전환되고 잠실·신천동도 천호출장소 관할로 편입하였다.
- 1979년 10월 1일 : 천호출장소 지역이 강동구로 승격되어 천호출장소가 폐지되었다.[6]

## 같이 보기
- 강동구
- 구천면 (광주군)
- 중대면
- 영동출장소
- 송파출장소